# Roboter im Sternbild Kassiopeia
Roboter im Sternbild Kassiopeia (Russisch: Otroki wo Wselennoi/Отроки во Вселенной, deutsch: Jugendliche im Weltraum) ist ein sowjetischer Science-Fiction-Film aus dem Jahr 1975 und die Fortsetzung von Start zur Kassiopeia. Regie führte in beiden Filmen Richard Wiktorow, die Fachberatung übernahm der Kosmonaut Georgi Beregowoi.

## Handlung
Das Raumschiff Sarja ist im System der Sonne Schedir (Kassiopeia Alpha) angekommen und geht in eine Umlaufbahn um den Planeten, von dem die Notsignale empfangen wurden. Ein Expeditionstrupp wird mit dem Landungsfahrzeug Adapter auf dem Planeten abgesetzt und tauft ihn Warjana.
Während der Landungstrupp von menschenähnlichen Robotern in das Innere des Planeten gebracht wird, nimmt die Raumschiffbesatzung Kontakt zu einer Raumstation auf, die den Planeten umkreist. Auf dem Weltraumobservatorium leben humanoide Nachkommen der Bewohner des Planeten. Sie werden auf die Sarja eingeladen, wo drei von ihnen in der Demonstrationskammer Überraschung, einer Art Holodeck, die Geschichte ihres Planeten erzählen.
Vor rund 250 Jahren begannen die Bewohner, biotronische Roboter zu konstruieren, die so genannten Ausführenden. Sie sollten die Bewohner von primitiven Arbeiten befreien. Danach wurden die Übergeordneten entwickelt, um die Ausführenden zu vervollkommnen. Doch die Übergeordneten begannen, die Denkenden, also ihre Erfinder, zu „verbessern“ bzw. zu optimieren. Dabei wurden sie an sogenannte Glückspunkte gelockt und ihnen humanoide Eigenschaften wie Güte und Mitleid entfernt, auch die Fähigkeit zu lieben. Spezielle Roboter, die Vollstrecker, nutzten einen von den Übergeordneten entwickelten Lockruf – eine besondere Kombination aus Klängen und Melodien, die den Bewohnern ihren Willen raubte und sie zu den Glückspunkten lockte. 
Die Bewohner begannen einen Krieg mit den Robotern, wurden jedoch besiegt, nur die Besatzung der Raumstation überlebte. Sie und ihre Nachkommen sandten Notsignale ins All, um Hilfe von fremden Planeten zu bekommen. Diese Signale wurden auch auf der Erde empfangen und die Sarja ausgesandt, um die Herkunft der Signale aufzuklären.
Auf dem Planeten versuchen die Übergeordneten inzwischen, die drei Kosmonauten vom Landungstrupp zu manipulieren. Mit Hilfe eines Kontrollschlüssels nimmt die Raumschiffbesatzung Kontakt zu den Kosmonauten im Inneren des Planeten auf und kann sie befreien, doch die drei Mitglieder des Landungstrupps werden von den Robotern wieder gefangen genommen und ihr Landungsfahrzeug zerstört. Ein Rettungstrupp aus zwei Kosmonauten und dem Bewohner Agapit begibt sich mit der zweiten Landefähre auf den Planeten. Ihnen gelingt es, verschiedene Ausführende auszuschalten und mit Hilfe von zwei alten Robotern und einem Nagel die Ladestation für die Übergeordneten zu zerstören. 
Die Besatzung des Weltraumobservatoriums kehrt auf ihren Planeten zurück und die Kosmonauten treten den Rückflug zur Erde an.

## Produktionsnotizen
Die Außenaufnahmen des Planeten Warjana entstanden auf dem Truppenübungsplatz Kap Opuk in der Nähe von Kertsch auf der Krim. Zahlreiche Innenaufnahmen fanden in Moskauer Forschungsinstituten statt. Die Pressekonferenz wurde in Selenograd in der Nähe des МИЭТ-Gebäudes gefilmt.

## Veröffentlichung
Der 1974 gedrehte Film kam am 25. März 1975 in die sowjetischen Kinos und hatte dort 10,6 Mio. Zuschauer.
Roboter im Sternbild Kassiopeia wurde in der DDR erstmals am 22. Juni 1975 im zweiten Programm des Fernsehens der DDR gezeigt und lief ab 13. Februar 1976 in die Kinos der DDR. Die deutsche Synchronisation erfolgte durch die DEFA.

## Kritik
„Adrette vierzehnjährige Jungpioniere mit gepflegtem Haarschnitt (eins der Girls trägt sogar Zöpfe) reisen durchs All, aber trotzdem recht unterhaltsam und gut fotografiert.“ (Hahn/Jansen)